# Девета пролећна изложба (1937)
Девета пролећна изложба сликарских и вајарских радова југословенских уметника, одржала се у периоду од 16. маја до 6. јуна 1937. године у Уметничкм павиљону „Цвијета Зузорић” у Београду. Изложба је одржана под покровитељством кнеза Павла Карађорђевића, а организована је од стране Удружења пријатеља уметности „Цвијета Зузорић”.

## Оцењивачки одбор
- Боривоје Стевановић
- Вељко Станојевић
- Живорад Настасијевић
- Недељко Гвозденовић
- Петар Палавичини

## Излагачи

### Сликарство
1. Стојан Аралица
2. Бора Барух
3. Јован Бијелић
4. Владимир Бецић
5. Никола Бешевић
6. Емануел Видовић
7. Драго Видмар
8. Нанде Видмар
9. Милош Вушковић
10. Недељко Гвозденовић
11. Драгомир Глишић
12. Милош Голубовић
13. Никола Граовац
14. Матија Јама
15. Мара Јелесић
16. Станоје Јовановић
17. Лео Јунек
18. Љубо Караман
19. Душан Кокотовић
20. Милан Коњовић
21. Франце Краљ
22. Тоне Краљ
23. Александар Кумрић
24. Хинко Лас
25. Јосип Леви
26. Милица Лозанић
27. Петар Лубарда
28. Ана Маринковић
29. Јокица Миличић
30. Михаило Миловановић
31. Драгутин Митриновић
32. Живорад Настасијевић
33. Лепосава Павловић
34. Јелисавета Петровић
35. Зора Петровић
36. Миодраг Петровић
37. Васа Поморишац
38. Иван Радовић
39. Ђуро Радоњић
40. Василије Резников
41. Жан Сорин Рибникар
42. Камило Ружичка
43. Вељко Станојевић
44. Боривоје Стевановић
45. Марино Тартаља
46. Коста Хакман
47. Сабахадин Хоџић
48. Милица Чађевић
49. Марко Челебоновић
50. Бранко Шотра

### Акварели и графика
1. Никола Арамандо
2. А.Г.Балаж
3. Ванђел Бадули
4. Владимир Бецић
5. Драго Видмар
6. Недељко Гвозденовић
7. Јован Денковић
8. Љуба Ивановић
9. Лео Јунек
10. Тоне Краљ
11. Хинко Лас
12. Љубица Луковић
13. Карло Мијић
14. Јелисавета Петровић
15. Раша Раденковић
16. Драгослав Стојановић
17. Иван Табаковић
18. Даринка Татовић
19. Милица Чађевић

### Вајарство
1. Јосиф Милановић
2. Франце Краљ
3. Тоне Краљ
4. Франо Кршинић
5. Петар Палавичини
6. Радета Станковић
7. Ристо Стијовић
8. Сретен Стојановић
9. Михајло Томић